# Cornusse
Cornusse est une commune française rurale située dans le département du Cher en région Centre-Val de Loire. Ses habitants portent le nom de Cornussiennes et Cornussiens.

## Géographie

### Localisation
Ce petit village de la campagne berrichonne se situe à 15 km d'Avord et à 30 km de Bourges. Les communes les plus proches sont Lugny-Bourbonnais à 3,2 km, Raymond à 3,9 km et Ourouer-les-Bourdelins à 4,9 km.
L’habitat se caractérise par des « longères » aux encadrements d’ouvrants en pierres de taille au milieu de constructions modernes.
Le territoire de la commune est limitrophe de ceux de huit communes :
| Raymond           | Bengy-sur-Craon | Flavigny               |
| Osmery            | Cornusse        | Croisy                 |
| Lugny-Bourbonnais | Charly          | Ourouer-les-Bourdelins |

### Géologie et relief
La superficie de la commune est de 19,61 km2 ; son altitude varie de 172  à   228 mètres.

### Hydrographie
Le territoire de la commune est traversé par la rivière de l'Airain.

### Climat
Pour des articles plus généraux, voir Climat du Centre-Val de Loire et Climat du Cher.
En 2010, le climat de la commune est de type climat océanique dégradé des plaines du Centre et du Nord, selon une étude du CNRS s'appuyant sur une série de données couvrant la période 1971-2000. En 2020, Météo-France publie une typologie des climats de la France métropolitaine dans laquelle la commune est exposée à un climat océanique altéré et est dans la région climatique  Centre et contreforts nord du Massif Central, caractérisée par un air sec en été et un bon ensoleillement. 
Pour la période 1971-2000, la température annuelle moyenne est de 11 °C, avec une amplitude thermique annuelle de 15,7 °C. Le cumul annuel moyen de précipitations est de 782 mm, avec 11,6 jours de précipitations en janvier et 7,6 jours en juillet. Pour la période 1991-2020, la température moyenne annuelle observée sur la station météorologique la plus proche, située sur la commune d'Ourouer-les-Bourdelins à 5 km à vol d'oiseau, est de 11,8 °C et le cumul annuel moyen de précipitations est de 791,0 mm,. Pour l'avenir, les paramètres climatiques de la commune estimés pour 2050 selon différents scénarios d'émission de gaz à effet de serre sont consultables sur un site dédié publié par Météo-France en novembre 2022.
| Mois                                  | jan.             | fév.           | mars           | avril         | mai             | juin          | jui.          | août           | sep.            | oct.            | nov.             | déc.             | année      |
| ------------------------------------- | ---------------- | -------------- | -------------- | ------------- | --------------- | ------------- | ------------- | -------------- | --------------- | --------------- | ---------------- | ---------------- | ---------- |
| Température minimale moyenne (°C)     | 1,3              | 1,1            | 2,9            | 5             | 8,7             | 11,9          | 13,7          | 13,7           | 10,4            | 8,2             | 4,3              | 1,8              | 6,9        |
| Température moyenne (°C)              | 4,2              | 4,9            | 7,9            | 10,6          | 14,3            | 17,9          | 20            | 20             | 16,2            | 12,6            | 7,7              | 4,7              | 11,8       |
| Température maximale moyenne (°C)     | 7,1              | 8,6            | 12,8           | 16,1          | 20              | 23,9          | 26,4          | 26,2           | 21,9            | 17              | 11               | 7,6              | 16,6       |
| Record de froid (°C) date du record   | −14,1 12.01.1999 | −13,3 09.02.12 | −11,8 01.03.05 | −5,3 11.04.03 | −0,6 06.05.19   | 1,9 04.06.01  | 3,8 17.07.00  | 2,1 30.08.1993 | −0,8 14.09.1996 | −8,6 30.10.1997 | −10,7 24.11.1998 | −12,4 30.12.1996 | −14,1 1999 |
| Record de chaleur (°C) date du record | 17,6 30.01.02    | 21,7 27.02.19  | 24,9 31.03.21  | 28,5 30.04.05 | 30,7 15.05.1992 | 39,1 27.06.11 | 40,6 25.07.19 | 40,3 05.08.03  | 35,8 14.09.20   | 31,4 13.10.23   | 24,7 07.11.15    | 17,7 07.12.00    | 40,6 2019  |
| Précipitations (mm)                   | 59               | 51,5           | 52             | 69            | 84,2            | 65,4          | 64,8          | 63,6           | 65,7            | 72,1            | 74               | 69,7             | 791        |

## Urbanisme

### Typologie
Au 1er janvier 2024, Cornusse est catégorisée commune rurale à habitat dispersé, selon la nouvelle grille communale de densité à 7 niveaux définie par l'Insee en 2022.
Elle est située hors unité urbaine. Par ailleurs la commune fait partie de l'aire d'attraction de Bourges, dont elle est une commune de la couronne,. Cette aire, qui regroupe 111 communes, est catégorisée dans les aires de 50 000 à moins de 200 000 habitants,.

### Occupation des sols
L'occupation des sols de la commune, telle qu'elle ressort de la base de données européenne d’occupation biophysique des sols Corine Land Cover (CLC), est marquée par l'importance des territoires agricoles (89,7 % en 2018), en diminution par rapport à 1990 (91,1 %). La répartition détaillée en 2018 est la suivante : 
terres arables (68,2 %), prairies (19,9 %), milieux à végétation arbustive et/ou herbacée (4,4 %), forêts (4,3 %), zones urbanisées (1,6 %), zones agricoles hétérogènes (1,6 %).
L'évolution de l’occupation des sols de la commune et de ses infrastructures peut être observée sur les différentes représentations cartographiques du territoire : la carte de Cassini (XVIIIe siècle), la carte d'état-major (1820-1866) et les cartes ou photos aériennes de l'IGN pour la période actuelle (1950 à aujourd'hui).

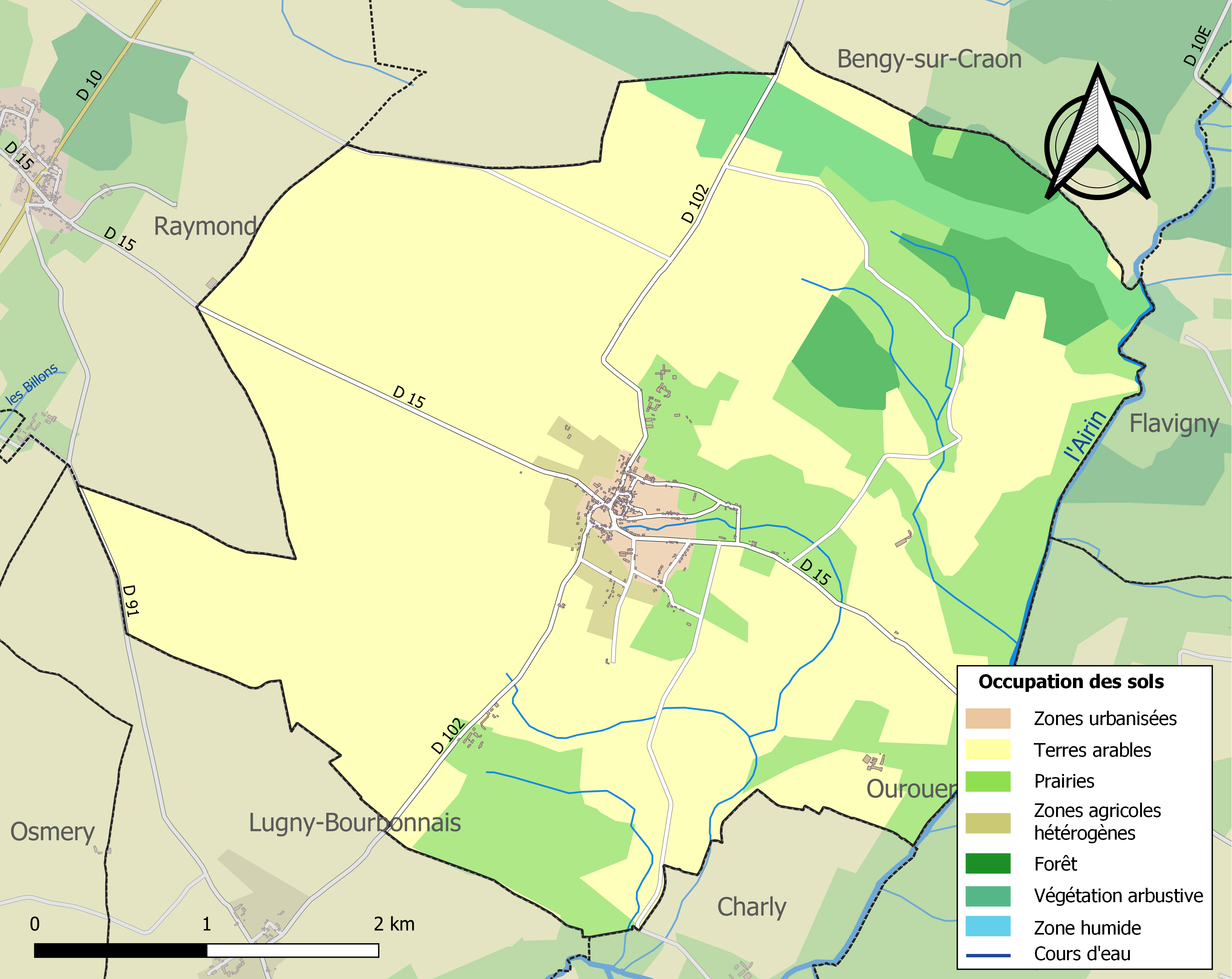
Carte des infrastructures et de l'occupation des sols de la commune en 2018 (CLC).

### Risques majeurs
Le territoire de la commune de Cornusse est vulnérable à différents aléas naturels : météorologiques (tempête, orage, neige, grand froid, canicule ou sécheresse), mouvements de terrains et séisme (sismicité faible). Un site publié par le BRGM permet d'évaluer simplement et rapidement les risques d'un bien localisé soit par son adresse soit par le numéro de sa parcelle.

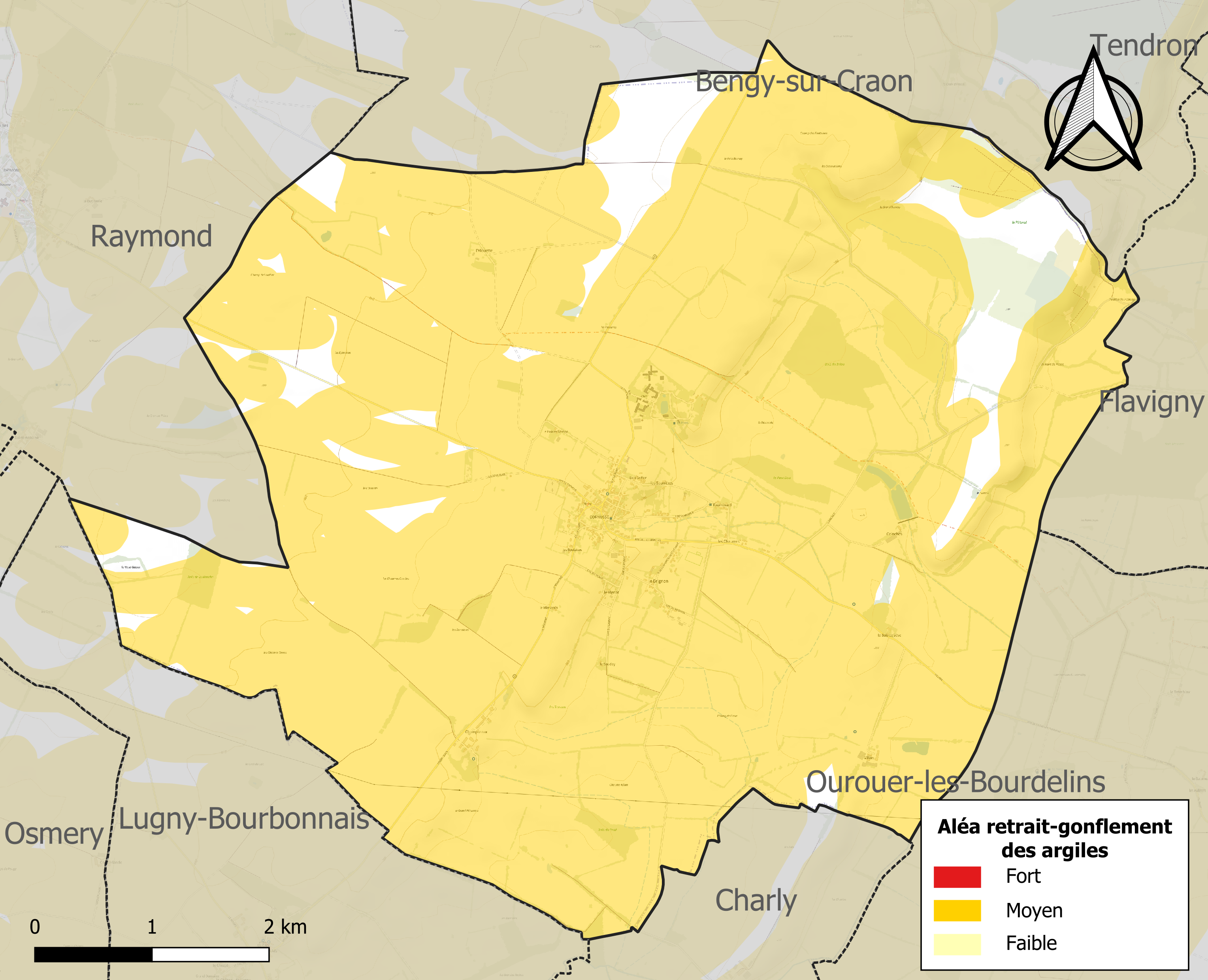
Carte des zones d'aléa retrait-gonflement des sols argileux de Cornusse.

La commune est vulnérable au risque de mouvements de terrains constitué principalement du retrait-gonflement des sols argileux. Cet aléa est susceptible d'engendrer des dommages importants aux bâtiments en cas d’alternance de périodes de sécheresse et de pluie. 91,9 % de la superficie communale est en aléa moyen ou fort (90 % au niveau départemental et 48,5 % au niveau national). Sur les 180 bâtiments dénombrés sur la commune en 2019, 180 sont en aléa moyen ou fort, soit 100 %, à comparer aux 83 % au niveau départemental et 54 % au niveau national. Une cartographie de l'exposition du territoire national au retrait gonflement des sols argileux est disponible sur le site du BRGM,.
Concernant les mouvements de terrains, la commune a été reconnue en état de catastrophe naturelle au titre des dommages causés par la sécheresse en 2011, 2018 et 2020 et par des mouvements de terrain en 1999.

## Histoire

### Anciens noms de la commune
Le nom ancien de la commune est Cornossa, sur laquelle résidait la Seigneurie de Cornusse et qui fut ensuite la résidence de Jean Cœur. Au cours de l'histoire, le village a été protégé par les archevêques.
En 1801, la commune porte le nom de Cormisse puis Cornusse..

### L'ancien château des Templiers
Le château de Cornusse, demeure féodale restaurée tout à la fin du XIXe siècle, a longtemps été la résidence d'été des archevêques de Bourges jusqu'à ce qu'ils la transfèrent (au XVIIIe) au château de Turly. On trouve d'ailleurs sur l'une des cheminées ornementales du château, les armes de Jean Cœur, archevêque de Bourges au XVe siècle et fils du Grand Argentier. Propriété au début de la IIIe République des sœurs Triboudet de Maimbray, le château passe aux mains d'Henri Martin-Zédé à la fin du XIXe siècle. Celui-ci, ingénieur d'origine parisienne était le frère de Georges Martin-Zédé, avocat et industriel ayant fait fortune aux côtés du chocolatier Ménier, avec lequel il avait développé des biens au large du Canada français, sur l'île d'Anticosti. Il était également un ami du romancier Paul Morand. Lieutenant de cavalerie, il fut décoré par le président des États-Unis d'Amérique en juillet 1918 pour le travail accompli en tant que membre de la mission diplomatique française près du Haut Commandement américain, durant la guerre. Avec son épouse, il s'attacha à restaurer le château et fit venir à Cornusse le célèbre paysagiste Henri Duchêne pour redessiner le parc. Le couple n'ayant eu qu'une enfant, handicapée, choisit de faire don du château, après la Seconde Guerre mondiale, à un institut pour enfants handicapés. Le château subit alors d'importantes transformations, lesquelles il faut l'avouer n'ont pas eu que des conséquences heureuses sur le dessin de la construction d'origine. Le centre spécialisé a fermé ses portes dans les années 1990 et le château a alors été mis en vente.
La tradition qui veut qu'un souterrain relie le château de Cornusse à la ville de Bourges n'a absolument rien de fondé ; on trouve les mêmes récits pour d'autres constructions du même type, notamment pour le château de Bois-Sire-Amé.

## Politique et administration

### Découpage territorial

#### Circonscriptions administratives
La commune fait partie du canton de Nérondes ; en 2015, à la suite du redécoupage des cantons du département, elle fera partie du canton de La Guerche-sur-l'Aubois.

### Élections municipales et communautaires

#### Liste des maires
| Période                                  | Période                         | Identité      | Étiquette | Qualité                                                                   |
| ---------------------------------------- | ------------------------------- | ------------- | --------- | ------------------------------------------------------------------------- |
| Les données manquantes sont à compléter. |                                 |               |           |                                                                           |
| mars 2001                                | mars 2008                       | Daniel Civade |           |                                                                           |
| mars 2008                                | En cours (au 26 septembre 2014) | Edith Raquin, |           | Personne sans activité professionnelle de moins de 60 ans (non retraitée) |

## Population et société

### Démographie
L'évolution du nombre d'habitants est connue à travers les recensements de la population effectués dans la commune depuis 1793. Pour les communes de moins de 10 000 habitants, une enquête de recensement portant sur toute la population est réalisée tous les cinq ans, les populations de référence des années intermédiaires étant quant à elles estimées par interpolation ou extrapolation. Pour la commune, le premier recensement exhaustif entrant dans le cadre du nouveau dispositif a été réalisé en 2006.

En 2022, la commune comptait 227 habitants, en évolution de −15,93 % par rapport à 2016 (Cher : −2,48 %, France hors Mayotte : +2,11 %).
| 1793 | 1800 | 1806 | 1821 | 1831 | 1836 | 1841 | 1846 | 1851 |
| ---- | ---- | ---- | ---- | ---- | ---- | ---- | ---- | ---- |
| 432  | 505  | 541  | 517  | 560  | 530  | 770  | 600  | 655  |

| 1856 | 1861 | 1866 | 1872 | 1876 | 1881 | 1886 | 1891 | 1896 |
| ---- | ---- | ---- | ---- | ---- | ---- | ---- | ---- | ---- |
| 661  | 691  | 719  | 695  | 778  | 752  | 761  | 703  | 650  |

| 1901 | 1906 | 1911 | 1921 | 1926 | 1931 | 1936 | 1946 | 1954 |
| ---- | ---- | ---- | ---- | ---- | ---- | ---- | ---- | ---- |
| 618  | 565  | 540  | 477  | 493  | 449  | 406  | 375  | 423  |

| 1962 | 1968 | 1975 | 1982 | 1990 | 1999 | 2006 | 2011 | 2016 |
| ---- | ---- | ---- | ---- | ---- | ---- | ---- | ---- | ---- |
| 397  | 390  | 340  | 355  | 283  | 291  | 283  | 275  | 270  |

| 2021 | 2022 | - | - | - | - | - | - | - |
| ---- | ---- | - | - | - | - | - | - | - |
| 240  | 227  | - | - | - | - | - | - | - |

## Économie

### Entreprises
Les entreprises de la commune ont pour activité la culture céréalière et la production animale ainsi que les travaux de construction spécialisés.

### Appellation d'origine contrôlée et Indications géographiques protégées
Cornusse se trouve sur le territoire de l'AOC des fromages de Chavignol ainsi que les IGP des volailles du Berry et des vins Val de Loire blanc.

## Culture locale et patrimoine

### Lieux et monuments
- Église saint-Martin, seuls l’abside et le chœur de l'église médiévale ont subsisté depuis le XIIe siècle. En ruine, elle a été détruite puis reconstruite par décision du 12 avril 1876. L’église conserve trois vitraux. Au centre, saint Martin est présenté en évêque. A gauche, il célèbre l’eucharistie et à droite, une charité de saint Martin.
- Château de Cornusse
- La Maison du Forgeron et du Maréchal Ferrant : le musée expose les instruments de la taillanderie, de la maréchalerie et du charronnage. Le musée comprend également des thèmes culturels, littéraires et poétiques. La Maison du Forgeron et du Maréchal Ferrant se situe entre Ourouer-les Bourdelins et Cornusse mais appartient à Cornusse.

### Héraldique
| Blason de Cornusse | Blason  | Coupé ondé : au 1er parti au I d'azur à une couronne de laurier d'or, au II d'or à un manteau de gueules posé sur le fil d'une épée basse d'argent posée en barre, au 2e de sinople à un épi de blé d’or accosté de deux agneaux affrontés d'argent.                |
| Blason de Cornusse | Détails | La couronne de laurier évoque les origines gallo-romaines du village, le fond bleu représentant l'Airin. L'épée et le manteau sont attributs de saint Martin, patron de la paroisse. L'épi de blé et les agneaux sont pour l'agriculture et l'élevage ovin. Adopté. |